# Stadion Ticza w Warnie
Stadion Ticza (bułg. Стадион Тича) – stadion piłkarski w Warnie, w Bułgarii. Został otwarty w połowie lat 30. XX wieku. Może pomieścić 12 500 widzów. Swoje spotkania rozgrywają na nim piłkarze klubu Czerno More Warna.
Teren pod budowę obiektu dla klubu Ticza Warna (jednego z prekursorów Czerno More Warna) pozyskano od miasta w 1930 roku. Rozpoczęto wówczas poszukiwanie funduszy na budowę stadionu. Plany nowej areny opracował inż. Rankow. Stadion powstał w połowie lat 30., a boisko było pierwotnie usytuowane nieco na południe od obecnego, w miejscu w którym stoi obecnie hala sportowa „Władisław”. W 1968 roku obiekt został ponownie otwarty po przebudowie, w której bezinteresownie uczestniczyli lokalni kibice.